# بنجامين فرانكلين مادج
بنجامين فرانكلين مادج (أغسطس 1817-21 نوفمبر 1879) كان محامٍ وجيولوجي ومعلم أمريكي. كان لفترة وجيزة عمدة لين، ماساتشوستس، قبل أن ينتقل لاحقًا إلى كانساس حيث عُين أول جيولوجي للولاية. قاد أول مسح جيولوجي للولاية في عام 1864، ونشر أول كتاب عن جيولوجيا كانساس. ألقى العديد من المحاضرات على نطاق واسع، وكان رئيس قسم في كلية ولاية كانساس للزراعة (جامعة ولاية كانساس حاليًا).
جمع الأحافير بشغف، وكان من أوائل الذين استكشفوا بشكل منهجي الكائنات الحية في العصر البرمي وحقبة الحياة الوسطى في التكوينات الجيولوجية في كانساس والغرب الأمريكي، بما في ذلك تكوين نيوبرارا وتكوين موريسون وتكوين داكوتا. على الرغم من عدم تلقيه تدريبًا رسميًا في علم الحفريات، فقد جمع ملاحظات ميدانية واسعة ودقيقة وأرسل معظم حفرياته إلى الشرق ليتم وصفها من قبل بعض علماء الحفريات الأكثر شهرة في عصره، بما في ذلك أوثنييل تشارلز مارش وإدوارد درينكر كوب.
تضمنت اكتشافاته 80 نوعًا جديدًا على الأقل من الحيوانات والنباتات المنقرضة، وهي موجودة حاليًا في العديد من المؤسسات الأمريكية المرموقة في التاريخ الطبيعي، بما في ذلك متحف سميثسونيان ومتحف بيبودي للتاريخ الطبيعي في جامعة ييل. شملت أبرز اكتشافاته النموذج النوعي لأول طائر معروف له أسنان، طائر السمك. أثناء عمله لدى مارش، اكتشف أيضًا نوع ديناصور ديبلودوكس التابع لسحليات الأرجل، وديناصور ألوصور التابع لوحشيات الأرجل، مع تلميذه صموئيل ويندل ويليستون.

## بداية حياته
وُلد مادج في أورينجتون، مين لجيمس وروث مادج في 11 أغسطس 1817، وانتقل مع عائلته إلى لين، ماساتشوستس في عام 1818. ساعد في دعم إخوانه الثلاثة الأكبر سنًا الملتحقين بمؤتمر الميثودية الأسقفية من خلال العمل كصانع أحذية لمدة 6 سنوات، قبل الالتحاق بجامعة ويسليان. على عكس إخوانه الذين أصبحوا جميعًا رجال دين، درس بنيامين العلوم والكلاسيكيات قبل تخرجه عام 1840. حصل على درجة الماجستير في الآداب بعد عدة سنوات من نفس المؤسسة، واجتاز اختبار نقابة المحامين وبدأ العمل كمحام عام 1842. في 16 سبتمبر، 1842 تزوج ماري إي. بيكفورد؛ وانتُخب عمدة للين في عام 1852 وكان داعمًا لحركة الاعتدال في شرب الكحول.
في عام 1859 انتقل إلى كلوفيربورت، كنتاكي حيث عمل ككيميائي لفترة وجيزة في شركة بريكنريدج للفحم والنفط، وهي مصفاة نفط محلية.

### عمله كمعلم وجيولوجي للولاية
مع بداية الحرب الأهلية الأمريكية في عام 1861، انتقل مادج إلى كويندارو (الآن جزء من مدينة كانساس) حيث عمل معلمًا في مدرسة عامة في مدينة كانساس. في كويندارو، أدار مادج وعائلته محطة سكك حديدية تحت الأرض، لمساعدة العبيد الهاربين من ميسوري.

ألقى مادج محاضرات في جميع أنحاء الولاية، وفي عام 1864 قدم سلسلة من المحاضرات عن «الجيولوجيا العلمية والاقتصادية» إلى الهيئة التشريعية في توبيكا بينما كان مشروع قانون إنشاء أول مسح جيولوجي للولاية قيد المناقشة في مجلس نواب تكساس. ذكرت مجلة توبيكا تريبيون:
أثارت محاضرات هون. بي. إف. مادج اهتمام أعضاء الهيئة التشريعية، وشعب توبيكا. لقد ألقى ثلاث محاضرات في قاعة النواب أمام جماهير كبيرة ما يدل على اهتمامهم الشديد بمحاضراته.
بعد انسحاب واتسون فوستر بسبب معارضته، واتهام جورج سوالو بافتقاره للولاء، عُين مادج جيولوجيًا للولاية ومدير أول مسح جيولوجي لكانساس من قِبل حاكم الولاية توماس كارني. وافق مترددًا، وكتب الملاحظة التالية في أسفل وثيقة ترشيحه في مجلس الشيوخ: «بدأ هذا الالتماس دون علمي أو موافقتي. أنا أؤيد تعيين البروفيسور دبليو. فوستر».
أشرف مادج على مسح 212000 كيلومتر مربع (82000 ميل مربع) من الموارد المعدنية والتربة بحلول نهاية العام، بميزانية قدرها 3500 دولار وطاقم مكون من خمسة موظفين. في ستينات القرن التاسع عشر، لم تكن هناك خطوط سكك حديدية وكان هناك عدد قليل جدًا من البلدات غرب توبيكا، وشهدت المنطقة نزاعات جديدة مع الأمريكيين الأصليين. انتقل مادج إلى مانهاتن، كانساس، وعلى الرغم من عدم تمكنه من زيارة جميع مناطق الولاية، فقد نشر كتاب جيولوجيا كانساس بحلول الموعد النهائي في 30 نوفمبر 1864، وقد كان أول كتاب عن جيولوجيا كانساس. شمل الكتاب وصفا لطبقات الأرض ولكنه ركز في المقام الأول على الموارد الاقتصادية المفيدة، خاصة الفحم والملح. استقال مادج في نهاية فترة ولايته، وعُين سوالو بدلًا منه للإشراف على مسح عام 1865 بميزانية وموظفين أكبر، وأكمل مسحًا أكثر شمولًا. بسبب مشاكل في التمويل، لم يُنشر تقريرا عامي 1864 و1865 حتى عام 1866. بعد هذين المسحين، أُوقِفت هيئة المسح الجيولوجي في كانساس حتى عام 1895، عندما عادت للعمل بشكل دائم في جامعة كانساس.
بعد فترة عمله كجيولوجي للولاية، أصبح مادج رئيسًا لقسم العلوم الطبيعية في كلية ولاية كانساس للزراعة (الآن جامعة ولاية كانساس) وبدأ التدريس فيها عام 1865. ترك الكلية في عام 1873 بعد خلاف مع الإدارة بسبب مشاكل في راتبه.

## معتقداته وشخصيته
كان مادج عضوًا في منظمات الاعتدال في شرب الكحول، وخلال فترة عمله كرئيس لبلدية لين أغلق العديد من الحانات. اشتُهر بمعارضته للعبودية في كنتاكي ولاحقًا في كانساس. وفقاَ لجون دي باركر من كلية لينكولن:
جاء بعض العبيد الهاربين من ميسوري إلى الأستاذ مادج للعمل والحماية. عرض أسيادهم مكافآت كبيرة لاستعادتهم، وتعرض لهجوم هدد حياته في منتصف الليل. مع ذلك، لم يستسلم للتهديدات، إذ استمر بحماية اللاجئين وأنقذهم من الانجرار مرة أخرى إلى العبودية.
كان لديه اهتمام كبير بالتاريخ الطبيعي. كتب تلميذه ويليستون في عام 1898:
كان البروفيسور الراحل ب. إف. مادج أول من قام بجمع منهجي لأحافير العصر الطباشيري في كانساس، حين كان أستاذًا للجيولوجيا في كلية كنساس الزراعية. كنت حينها طالبًا تحت إشرافه في نفس الكلية، وأتذكر جيدًا حماسه الشديد فيما بتعلق باكتشافاته.
كان لدى مادج منهج منظم، واحتفظ بسجلات ممتازة لأماكن اكتشافاته والعينات الفعلية التي اكتشفها. من كتاب دايل راسل، منهجيات ومورفولوجيا الموزاصوريات الأمريكية، المنشور عام 1967:
... يجدر ذِكر البروفيسور بي. إف. مادج، الذي جمع عينات لصالح مارش خلال صيف عامي 1874 و1876. تميز بمهارته ودقته في جمع العينات في نيوبرارا، وتفوقه وعدد العينات التي جمعها، ودقته النسبية وإكمال مجلته الميدانية.